# Волково (Ветлузький район)
Волково (рос. Волково) — присілок в Ветлузькому районі Нижньогородської області Російської Федерації.
Населення становить 0 осіб. Входить до складу муніципального утворення Мошкинська сільрада.

## Історія
Від 2009 року входить до складу муніципального утворення Мошкинська сільрада.

## Населення
| 1897 | 1907 | 1916 | 1999 | 2002 | 2010 |
| ---- | ---- | ---- | ---- | ---- | ---- |
| 119  | ↗142 | ↗147 | ↘10  | ↘7   | ↘0   |